# Scandinavian Touring Car Championship – Elitserien i Racing
Scandinavian Touring Car Championship – Elitserien i Racing (ang. Scandinavian Touring Car Championship – Racing Elite League) – seria powstała w 2013 roku w wyniku połączenia Scandinavian Touring Car Championship i Touring Car Team Association.

## Spór STCC – TTA
Po sezonie 2011 między Scandinavian Touring Car Championship a Touring Car Team Association wybuchł spór. Organizacja domagała się obniżenia kosztów i wprowadzenia mniej zawiłych zasad, niż te, które obecne były w Super 2000. Chcieli to osiągnąć, przez wprowadzenie podwozia typu silhouette, opartego na prototypie Solution-F. Władze serii STCC również pragnęły obniżenia kosztów, jednak chciały to uzyskać poprzez wprowadzenie zasad Next Generation Touring Car, którą rok wcześniej przyjęła seria British Touring Car Championship. Rozwiązanie to było tańsze niż samochody S2000, jednak droższe od rozwiązania, proponowanego przez TTA.
TTA utworzyła własną serię: TTA – Elitserien i Racing. W serii pojawiły się Saab 9-3 TTA, BMW M3 TTA, Volvo S60 TTA i Citroën C5 TTA. Samochody, tak, jak chciało TTA, miały podwozie Solution-F, silnik Nismo, a opony dostarczał koreański Hankook Tire. W sezonie brały udział zarówno te zespoły, które wcześniej należały do organizacji: Volvo Polestar Racing, Flash Engineering, Brovallen Design i WestCoast Racing, jak i nowe: Miele Professional Brovallen, fabryczny BMW Dealer Team WCR i Team Tidö.
STCC w tym czasie wciąż prowadziło swą serię, przyjmując samochody NGTC. Seria miała poparcie Volkswagena, który wystawił Scirocco z silnikiem 2.0 l, Chevroleta, wystawiającego Cruze'a o turbodoładowanej jednostce 1.6 l, i Hondy wystawiającej Civica. Były też prywatnie wystawiane Seaty Leony, Alfa Romeo 156, BMW 320, Audi A4, Opel Astra czy Mercedes C200. W pełnym sezonie udział wzięło 12 kierowców, w tym uczestnicy World Touring Car Championship Rickard Rydell, Michel Nykjær czy Jordi Gené. Kalendarz składał się z ośmiu rund – siedmiu w Szwecji i jednej w Norwegii.
Spór został zażegnany w 2013 roku. Seria, pod nazwą STCC – Elitserien i Racing, przyjęła przepisy bezpośrednio z TTA – konstrukcja typu silhouette, oparta na Solution F z 3,5-litrowym silnikiem V6, na oponach firmy Hankook.

## Format weekendu

### Treningi
W czasie weekendu odbywają się dwa, 30 minutowe treningi wolne.

### Kwalifikacje
Kwalifikacje podzielone są na trzy części. W Q1 udział biorą wszyscy zawodnicy, a sesja trwa 15 minut. Q2 trwa 10 minut i bierze w niej udział 8 najlepszych kierowców z Q1. W Q3 udział bierze 5 najlepszych zawodników z Q2. Trzecia część kwalifikacji trwa 6 minut.

### Wyścigi
Podczas niektórych rund rozgrywany jest jeden 40 minutowy wyścig, a w pozostałych dwa 20 minutowe.

## Zasady

### Punktacja
W serii obowiązuje punktacja, obowiązująca m.in. w Formule 1.
| Pozycja | 1  | 2  | 3  | 4  | 5  | 6 | 7 | 8 | 9 | 10 |  |
| Punkty  | 25 | 18 | 15 | 12 | 10 | 8 | 6 | 4 | 2 | 1  |  |
| ------- | -- | -- | -- | -- | -- | - | - | - | - | -- |  |

## Samochody

### Nadwozie
Każdy zespół zajmuje się produkcją karoserii. Są one zrobione z włókien węglowych. Samochody sprawdzane są w tunelu aerodynamicznym Volvo. Tylne skrzydło ma 1,6 m szerokości.

### Koła i hamulce
Koła ogumione 18-calowymi oponami dostarczanymi przez Hankook Tire. Są to te same opony, jakie dostarcza ta firma do serii Deutsche Tourenwagen Masters. Dostarczane są dwa rodzaje opon: slicki i deszczowe. Układ hamulcowy składa się z wentylowanych tarcz stalowych. Z przodu mają one średnicę 370 mm, zaś z tyłu 360 mm. Na felgach znajduje się jedna śruba na środku, co pozwala na szybką zmianę kół.

### Silnik
3,5 litrowy silnik V6 zamontowany jest pośrodku samochodu, tuż za plecami kierowcy. Silnik rozwija moc ponad 400 KM. Sześciobiegowa skrzynia biegów posiada łopatki przy kierownicy. Samochód napędzany jest na tylną oś.

### Dane techniczne
- Nadwozie: włókna węglowe
- Silnik: 3,5 litra V6
- Napęd: tylna oś
- Moc: ponad 400 KM
- Skrzynia biegów: 6 biegowa, sekwencyjna, łopatki przy kierownicy
- Zawieszenie: podwójne wahacze
- Tylny spoiler: 600 mm szerokości, 300 mm głębokości
- Hamulce przednie: 4-tłoczkowe zaciski, wentylowane tarcze 370 mm
- Kamulce tylne: 4-tłoczkowe zaciski, wentylowane tarcze 360 mm
- Waga: 1100 kilogramów
- Wysokość: 4700 mm
- Szerokość: 1970 mm
- Wysokość: 1205 mm
- Rozstaw osi: 2750 mm
- Rozstaw kół przednich: 1660 mm
- Rozstaw kół tylnych: 1630 mm
- Koła: 18-calowe, jedna śruba na środku
- Opony: przód 260/660-18, tył 280/660-18, Hankook Tires
- 0–100 km/h: ok. 3 s.
- Prędkość max: 270 km/h

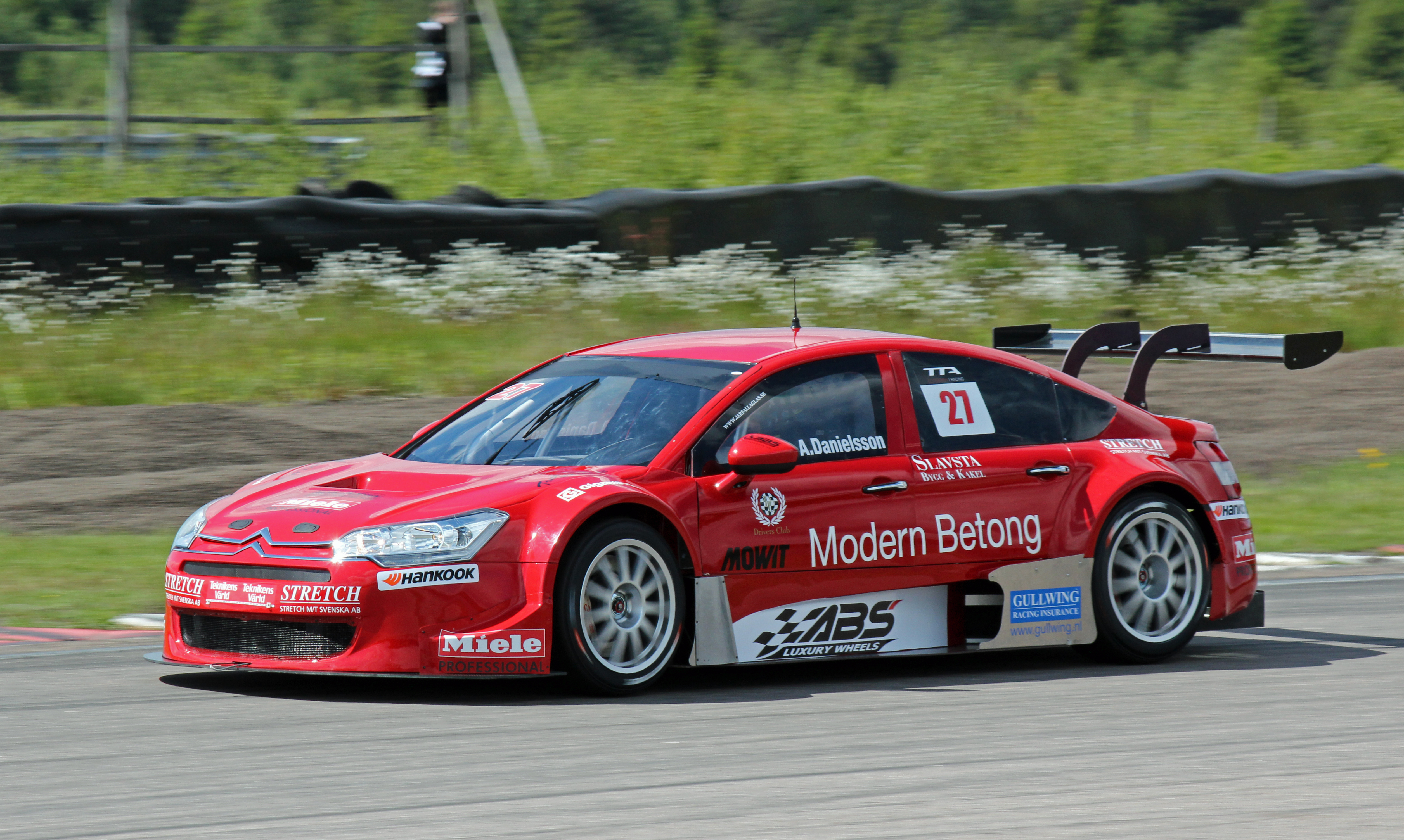
Alx Danielsson, Citroën C5 TTA, Anderstorp Raceway
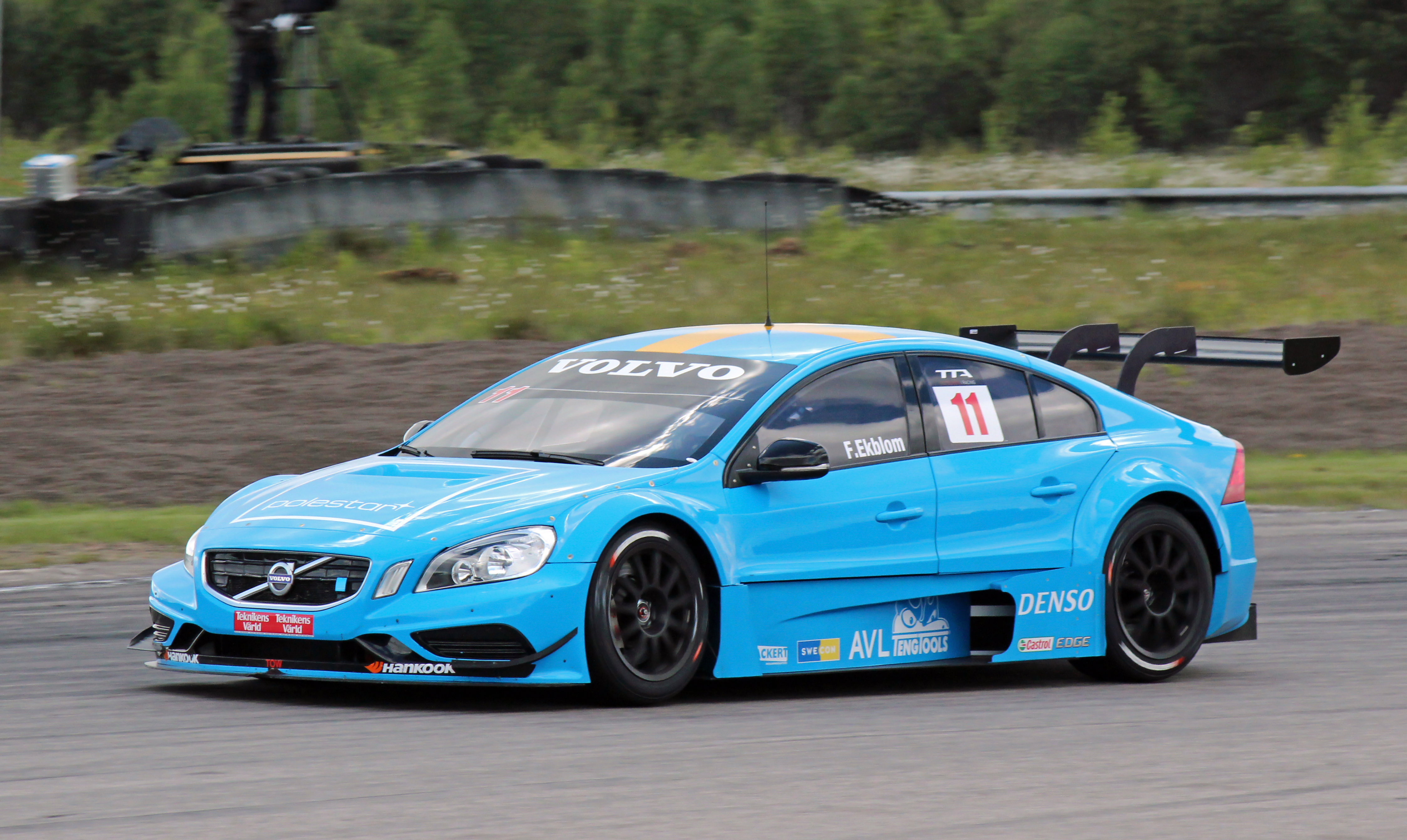
Fredrik Ekblom, Volvo S60 TTA, Anderstorp Raceway
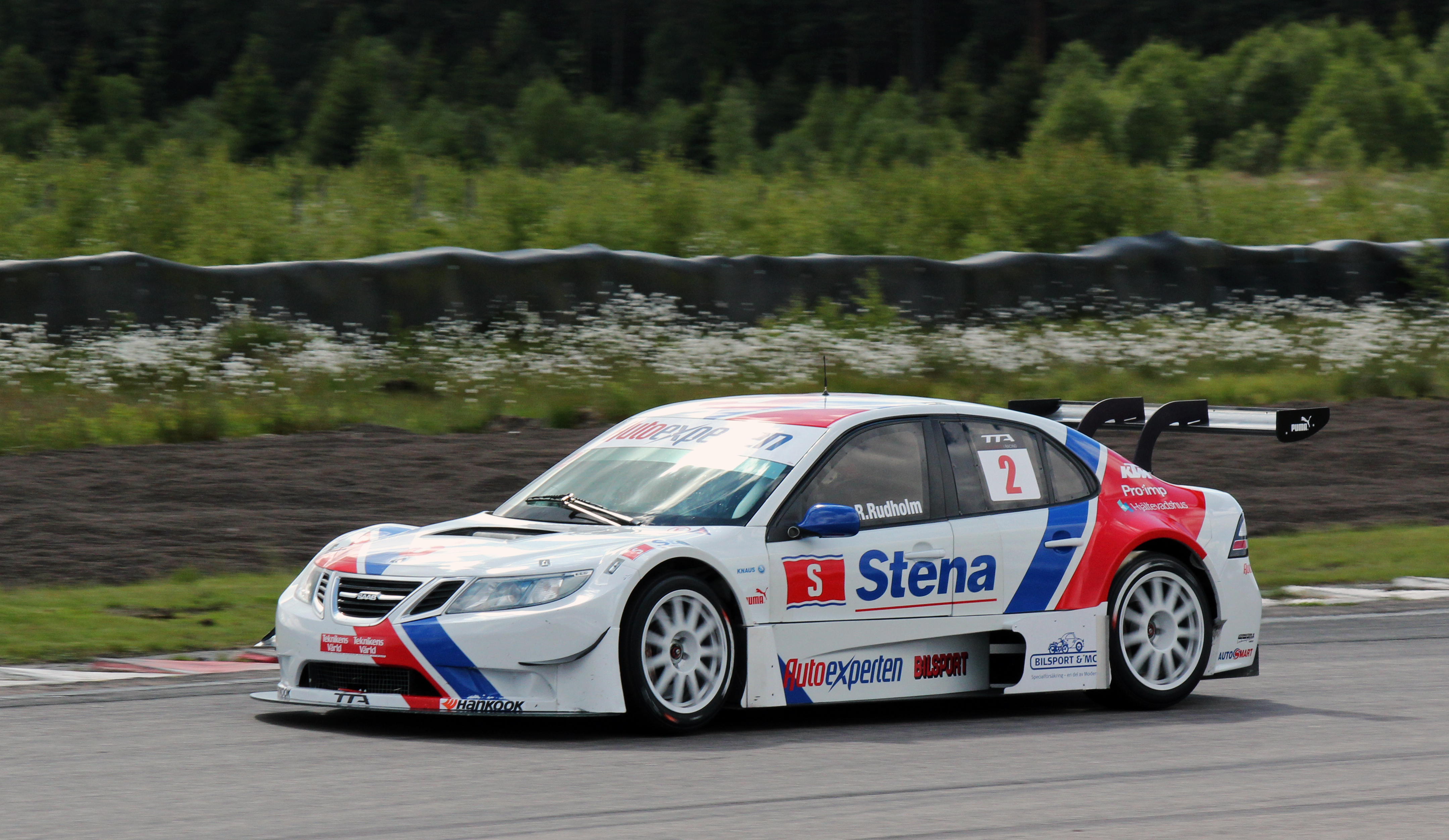
Robin Rudholm, Saab 9-3 TTA, Anderstorp Raceway

## Sezony
| Sezon | Kierowca | Samochód | Zespół |
| ----- | -------- | -------- | ------ |
| 2013  | Trwa     | Trwa     | Trwa   |

## Serie towarzyszące
- Formuła Renault 1.6
- Clio Cup JTCC
- Porsche Carrera Cup Scandinavia
- V8 Thunder Cars